# Malthe Conrad Bruun

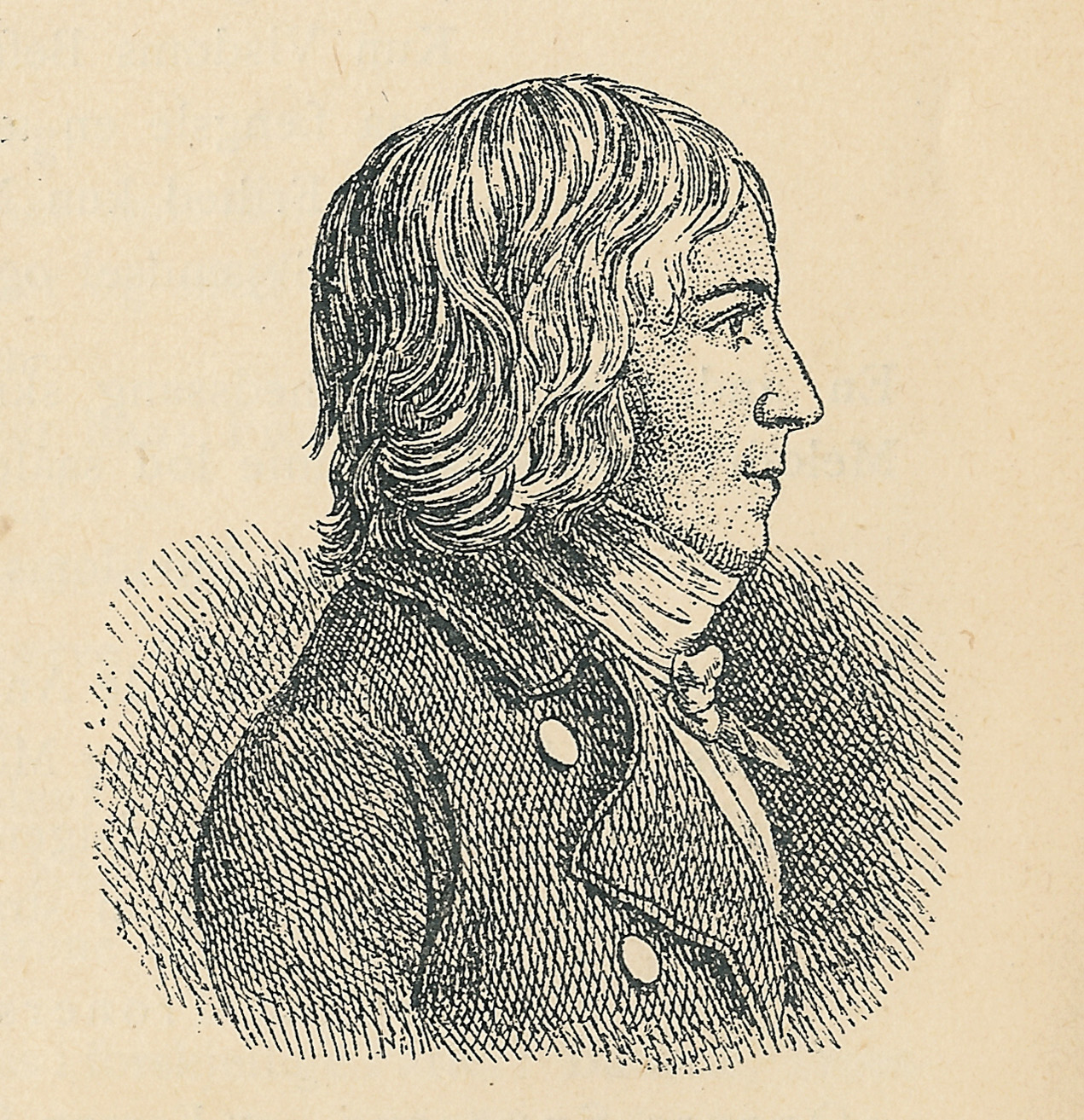
Malthe Conrad Bruun. Etsning från exilen i Paris.

Malthe Conrad Bruun, född 12 augusti 1775 i Thisted, död 14 december 1826 i Paris, var en dansk politisk författare och geograf.
Bruun blev student 1790 och studerade först teologi, men lämnade snart teologistudierna påverkad av fritänkaren Otto Horrebow och började en mångsidig litterär verksamhet dels genom lyriska dikter, dels som recensent och dels som politisk författare. Med ungdomlig iver anslöt han sig till den franska revolutionens grundsatser om politisk och kyrklig frihet. Redan i augusti 1794 utgav han ett veckoblad, Vækkeren, i vilket han försvarade jämlikhet och människans rättigheter ("lagarna ha intet annat ändamål än det allmännas bästa och böra stämma överens med folkets allmänna vilja"), men endast tre nummer kom ut.

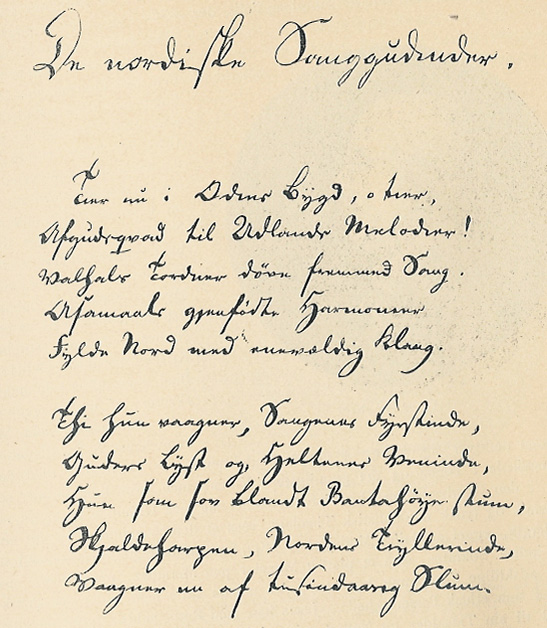
Malthe Conrad Bruuns handskrift.

Därefter följde Patrioten (april–maj 1795) och Jerusalems skomagers rejse til maanen (36 n:r 1795–1796) med skarpa angrepp på politiska och religiösa förhållanden i Danmark under genomskinlig förklädnad. Därjämte utgav han 1796 en teatertidning, Svada, och en bok, Poetiske forsøg, innehållande bland annat översättningar från grekiska och tyska, samt slutligen Aristokraternes catechismus, som var en vass polemik mot envälde och adel och mycket retsam genom sin frivola dräkt (trosbekännelse, tio bud osv.). Anklagad, flydde han till Ven, men erhöll i september 1797 tillstånd att återvända, sedan han i ett Ode ved Bernstorffs død hade gett folkets allmänna sorg ett vackert uttryck. Strax därpå tolkade han i ett annat ode, Slaget ved Tripolis, nationens stolthet över segern där, och allt såg ljust ut för honom.
Redan samma år skrev han dock två artiklar i skriften Tria juncta in uno, riktad dels mot den religiösa ofördragsamheten, dels mot regeringens undertryckande av tryckfriheten ("en besynderlig trykkefrihedslov i Abessinien"). Nu återupptogs den tidigare anklagelsen; han flydde i november 1797 åter till Ven och senare till Lund. Därifrån utvisad i mars 1799, for han över Tyskland till Paris, medan han hemma i Danmark dömdes till landsförvisning.

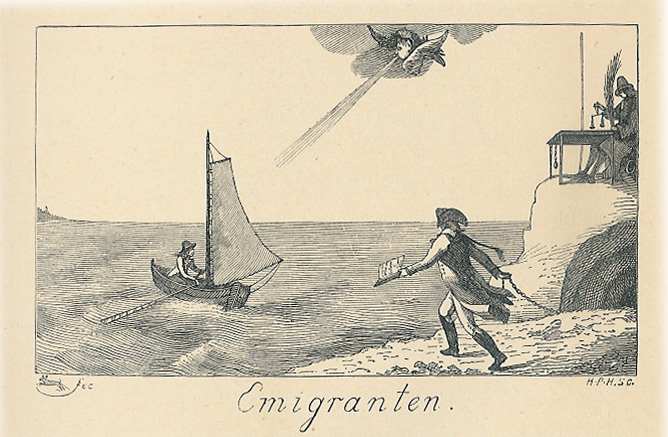
Emigranten. Satirisk teckning om over Bruuns första landsflykt.

Han bosatte sig i Paris och gifte sig senare, samt tog namnet Malte-Brun. Den förre republikanen blev snart en ivrig anhängare av kejsardömet och var 1806–1814 medarbetare i Journal de l'empire, där han skrev dels litterära anmälningar, dels politiska artiklar mot Storbritannien. 1814 slog han hastigt om och slöt sig till bourbonernas sak, utgav 1814–1815 tidskriften Le spectateur (3 band) och under de 100 dagarna en Apologie de Louis XVIII, som hastigt kom ut i tre upplagor.
1816–1818 var han medarbetare i den legitimistiska La quotidienne, men därefter och till sin död i den mera frisinnade Journal des débats. 1821 utgav han Tableau politique de l'Europe och 1824 Traité de la légitimité, som framställde det legitima konungadömet som bästa grundvalen för ett folks frihet och lycka. Sin största betydelse har Bruun dock haft som geografisk författare, eftersom hans kännedom om utländsk, särskilt tysk, litteratur satte honom i stånd att avhjälpa sina nya landsmäns okunnighet på detta område.
Tillsammans med Mentelle utgav han Géographie mathématique, physique et politique (1803–1807, 16 band); vidare Annales des voyages, de la géographie et de l'histoire (1808–1815, 24 band; ny samling 1819–1826, 30 band). Bruuns förnämsta verk är Précis de la géographie universelle, av vilken 6 band utkom 1810–1826; det avslutades 1828–1829 med 2 band och har sedan återutgivits flera gånger (1872 av Lavallée i 6 band).
1821 var Bruun en bland stiftarna av det geografiska sällskapet i Paris samt blev sedan dess sekreterare. Hur väl han än trivdes i Frankrike, behöll han ändå alltid ett varmt intresse för sitt fädernesland och längtade tillbaka dit. På hans ansökan återkallades förvisningsdomen i januari 1826, men han hann aldrig utnyttja den.